# Henryk Kruszyński
Henryk Kruszyński (ur. 1 lutego 1923 w Mławie, zm. ?) – polski działacz partyjny i państwowy, w latach 1973–1975 wicewojewoda koszaliński oraz I sekretarz Komitetu Miasta i Powiatu PZPR w Słupsku.

## Życiorys
Syn Wincentego i Augusty. W 1950 wstąpił do Polskiej Zjednoczonej Partii Robotniczej. W latach 1962–1968 zastępca kierownika Wydziału Ekonomicznego Komitetu Wojewódzkiego PZPR w Koszalinie, a od 1969 do 1972 członek jego egzekutywy. Był radnym, a od 1968 do 1973 zastępcą przewodniczącego Prezydium Wojewódzkiej Rady Narodowej w Koszalinie. Po przekształceniu tej funkcji od grudnia 1973 do 31 marca 1975 pełnił funkcję wicewojewody tzw. „dużego” województwa koszalińskiego. Jednocześnie pomiędzy 1973 a 1975 pozostawał I sekretarzem Komitetu Miasta i Powiatu PZPR w Słupsku. W latach 1975–1979 sekretarz Komitetu Wojewódzkiego PZPR w Koszalinie.